# Robert Einbeck
Robert Einbeck, né à Paris en 1944, est un poète et peintre contemporain français.
Sensibilisé dans un premier temps par la démarche de Vassily Kandinsky et de Paul Klee, puis  par celle de Mark Rothko et Barnett Newman, le travail qu'il effectue durant les années 1970 se focalise essentiellement sur la forme, le signe et la lumière, portant son œuvre vers une dimension spirituelle.
Considérant les valeurs humanistes comme l'assise de toute civilisation, Robert Einbeck et son épouse, Marion Einbeck, lancent en 1989 à New-York, le projet The Einbeck's Time For Peace, et mettent en place, notamment en 1994, les Time For Peace Film & Music Awards, qui ont pour objectif de promouvoir des films et des musiques porteurs de ces valeurs humanistes.
De retour en France après 20 ans passés aux États-Unis, Einbeck reprend son travail pictural pour le mettre au service des autres en développant une œuvre principalement axée sur la sérénité, la beauté et l'émotion, avec le désir d'y associer également les technologies nouvelles.

## Biographie

### Intégration dans le monde de l'art

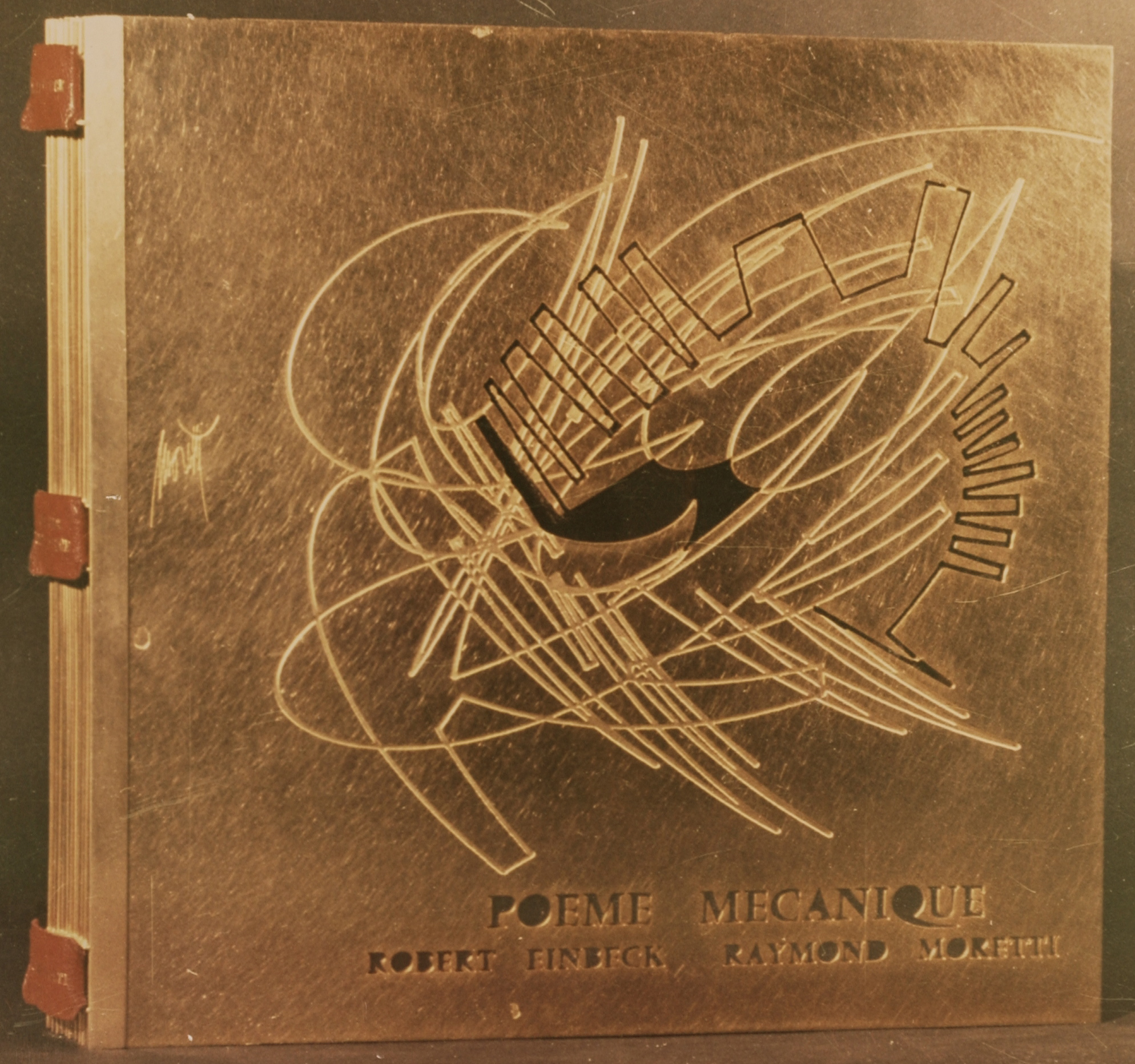
Poème mécanique 1967

Einbeck est né à Paris en 1944. Très tôt, le jeune garçon se passionne pour la poésie et la photographie. Pourtant loin de ses considérations artistiques, son beau-père l'inscrit rapidement dans une institution commerciale puis dans une école de bijouterie.
Après un court séjour à Londres où il suit des cours au Courtauld Institute of Art, Einbeck revient en France, s'adonne à sa passion, la poésie, et côtoie rapidement la sphère du Nouveau Réalisme à Nice. Il devient ami avec le peintre Raymond Moretti qui lui présente Joseph Kessel et Louis Nucéra qui deviendra son ami.
Déjà porteur d'un message sur la place de l’Être humain dans l'univers et face à sa destinée, son Poème Mécanique, en 1967, illustré par Raymond Moretti, résume l'esprit du monde mécanique dans lequel l'homme contemporain est prisonnier.
À la même époque, Einbeck fait la connaissance de Salvador Dalí qui lui propose d’illustrer l'un de ses poèmes : H, comme bombe et dont Georges Ribemont-Dessaignes accepte de faire la préface.
En 1968, Einbeck nommé directeur artistique adjoint des Éditions Draeger réalise deux livres : Les Dîners de Gala avec Salvador Dali et le Picasso de Draeger en collaboration avec son ami, le photographe Édouard Quinn.

### La peinture d'Einbeck
Au début des années 1970, Einbeck s'aperçoit que la poésie ne comble plus entièrement ses attentes. Il lui faut trouver un nouveau mode d'expression afin de pouvoir sensibiliser un plus large public au message dont il est le détenteur.
C'est ainsi qu'il se tourne vers la peinture, adoptant alors une sémiotique  résultant de l’usage dans le monde de la couleur, du signe et de la forme. L'artiste est sensibilisé dans un premier temps par des figures emblématiques du début XXe siècle tel que Vassily Kandinsky et Paul Klee.
Sa rencontre avec l'œuvre de Barnett Newman en 1971, lors d'une exposition de l’artiste organisée au Grand Palais, sera pour Einbeck un véritable choc. Cette révélation le conduira vers une démarche artistique nouvelle, impliquant notamment une réflexion sur certains aspects cabalistiques qu'il développera dès 1978.
Ce processus intellectuel s’élargira par l'étude des écrits philosophique relatifs au Tantrisme, au Zen et au Tao. On ressent désormais dans l’œuvre d'Einbeck l’ensemble de son cheminement spirituel, dont l’intention est d’amener le spectateur à une prise de conscience intérieure afin de le conduire à une meilleure compréhension de lui-même, du monde qui l’entoure et des relations qui existent entre les êtres.
L'année 1975 sonne le début de la carrière picturale d'Einbeck. Sa première exposition reçoit un intérêt particulier de l’ensemble de la critique parisienne. Gilles Plazy, entre autres, affirme que « la peinture d'Einbeck est un passage entre le monde de la vie quotidienne et celui de la spiritualité. L'esthétique est la transition entre le physique et le métaphysique » [réf. nécessaire].
Les expositions s'enchainent : en 1978, à la Galerie de l'Esplanade avec le mouvement « Abstraction Vivante » qu’il crée avec le critique Gilles Plazy, puis dans au début des années 1980, à la Galerie du Chapitre, à la Galerie Für Junge Kunstler à Mannheim en Allemagne, au Musée André Malraux, à la Galerie Charly l'Envers ou encore la Galerie Patrice Landau. La FIAC à Paris expose également certaines de ses œuvres aux côtés de celles de Max Ernst.

### La périodeTime For Peace

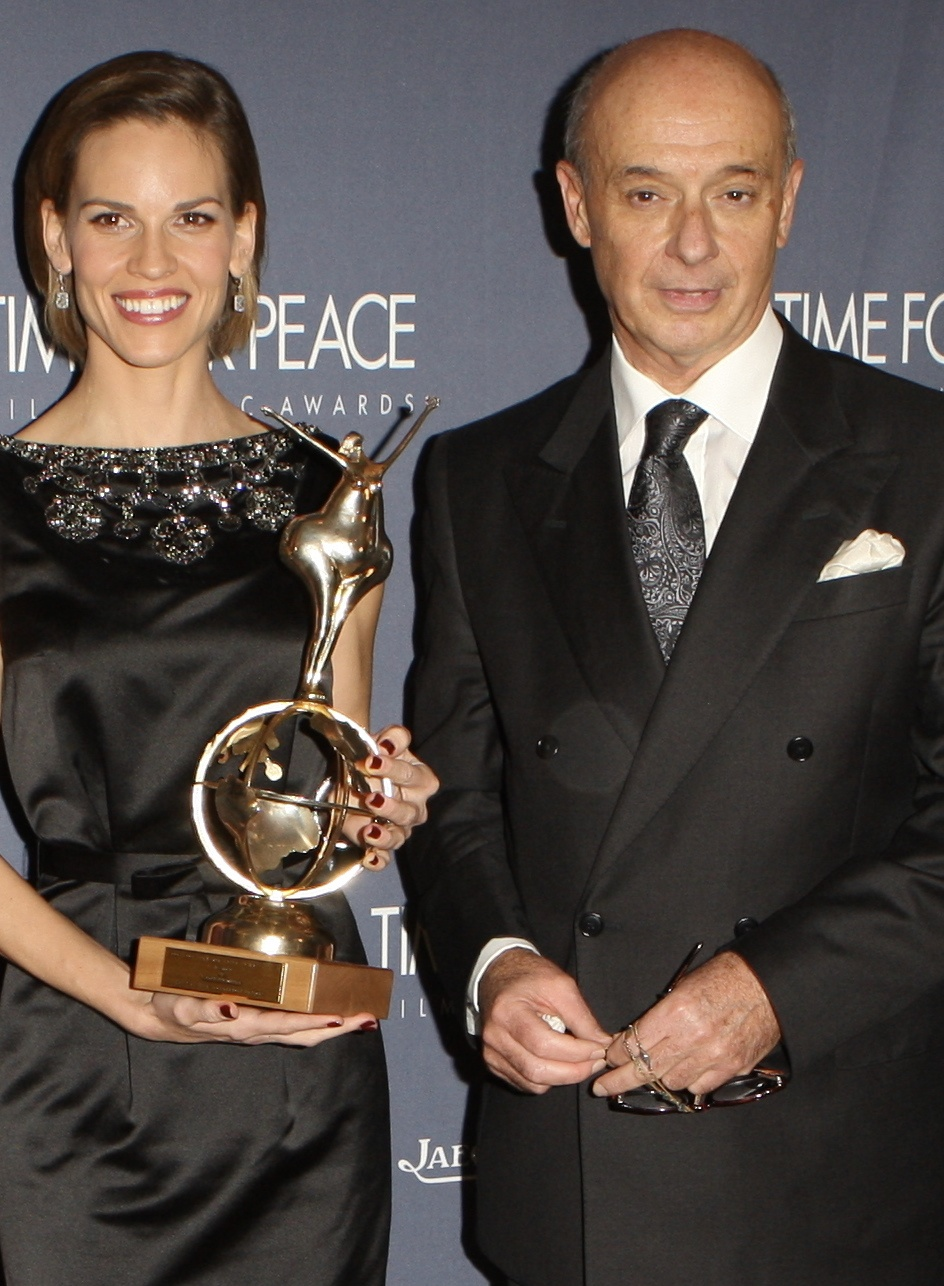
Robert Einbeck avec Hilary Swank - 2007

C'est en 1983 qu'Einbeck rencontre celle qui devient son épouse, Marion. Dès lors, les Einbeck développent ensemble une idée porteuse des valeurs humanistes qui leur sont si chères.
L'espace de recueillement, œuvre récurrente dans la carrière d'Einbeck, est une idée qu'il développe depuis le début des années 1980. Dans le cadre de la conception de ses espaces , il étudie le cheminement de l’emploi par les différentes civilisations depuis l’origine de l’être humain des couleurs, des signes et des formes en y approfondissant le contenu spirituel.
En 1989 le couple Einbeck s'installe aux États-Unis afin de concrétiser leur projet de création d'un espace de recueillement itinérant prônant les valeurs humanistes et la paix dans le monde, le « Einbeck's Time For Peace Project ».
Robert et Marion Einbeck consacrent alors vingt années de leur vie à ce projet dont découleront les « Time For Peace Film & Music Awards » créés en 1994. Cette cérémonie, organisée chaque année, aura pour objectif de récompenser des créations cinématographiques et musicales porteuses de valeurs universelles telles que par exemple la tolérance, la meilleure compréhension entre les êtres ou le respect de l’autre.

### Le retour à la peinture

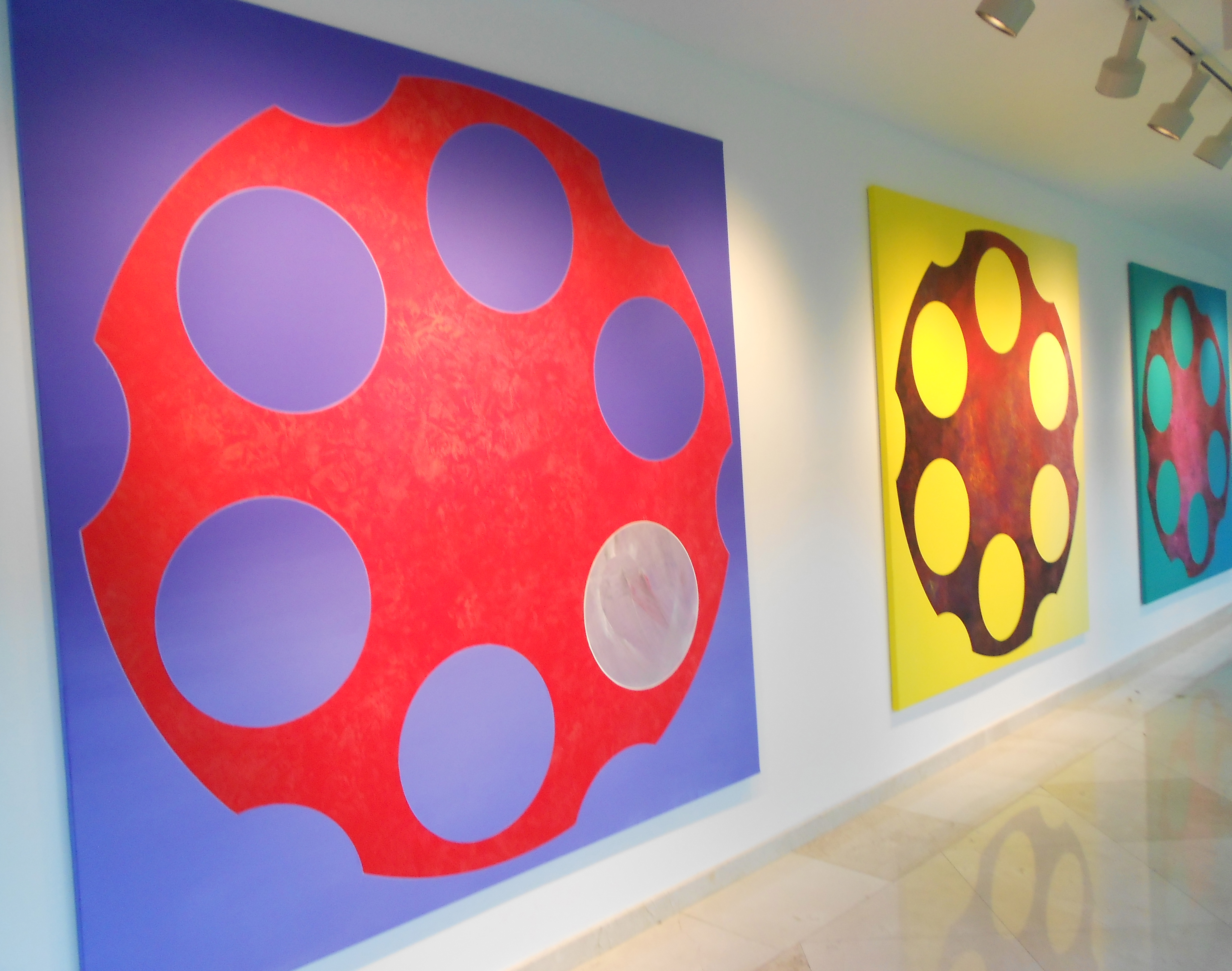
Frost Art museum, Miami, 2013

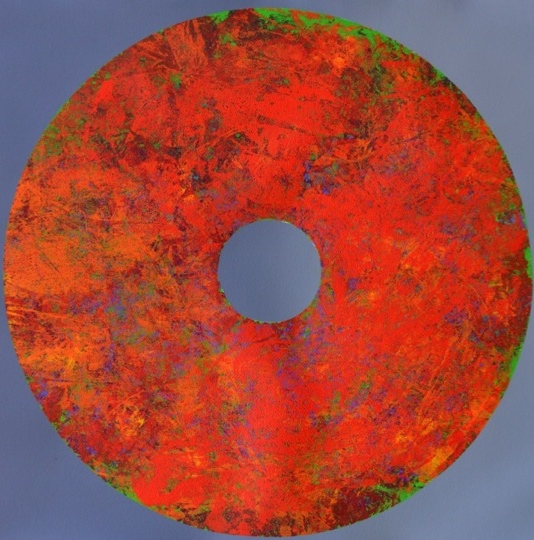
Disque de sérénité - 2015

C'est en 2012, qu'Einbeck décide de quitter Time For Peace afin de se consacrer de nouveau à sa peinture, laissant l’organisation entre les mains de Marion.
Naît alors une réflexion d'Einbeck autour de la violence inhérente à l'existence en général et au genre humain en particulier. Einbeck rédige, en 2012, un manifeste sur les armes à feu et réalise douze grandes toiles qui constitueront l'exposition « Bang ! » que lui consacrera en 2013 le Frost Art Museum de Miami  affilié aux musées de la Smithsonian Institution de Washington DC.
Au sortir de cette « Barrel's Period », Einbeck, revient à sa démarche initiale au travers de ses Disques de Sérénité. Basant ses travaux sur cette dimension spirituelle et philosophique inhérente à l'ensemble de son œuvre, Einbeck questionne de nouveau sur cette problématique essentielle de la place de l'Homme, sa relation avec les autres et cette quête du bonheur et de l'amour universel.
Cette question, intrinsèque à l'ensemble de sa carrière, et qui se retrouve aussi bien dans ses écrits de jeunesse, dans la création de ses différents espaces de recueillement ou encore aujourd'hui dans ses Disques de Sérénité, apparaît comme un véritable leitmotiv, dont l'objectif est de permettre au public de se transcender pour parvenir à se rapprocher des réponses aux questions existentielles.
Aujourd'hui, la démarche d'Einbeck est de combiner le fruit de ses recherches et le résultat de son œuvre aux nouvelles technologies afin de « pouvoir porter un message qui puisse ouvrir à une meilleure compréhension de soi, des autres et de notre place dans l’Univer » (R. Einbeck – 16 avril 2016)[source insuffisante]

## Œuvres
- Poème mécanique, 1967
- Oublier que l'on vit
- H, comme bombe
- Les Dîners de gala
- Picasso de Draeger
- 1975 : 1re exposition personnelle
- 1978 : exposition de « Abstraction Vivante » à la Galerie de l'Esplanade à la Défense
- 1978 : exposition à la Galerie du Chapitre
- 1978 : Für Junge Kunstler à Mannheim (Allemagne)
- Exposition par la SL Art Gallery de Dallas à la FIAC (Foire Internationale de l'Art Contemporain)
- Exposition au Musée André Malraux
- Exposition à la Galerie Charly l'Envers
- Exposition à la Galerie Patrice Landau
- 1987 : Oracle de la Bible édité chez Grimaud
- 1987 : réalisation du décor de l'émission « Oh cinéma » pour la chaîne de télévision M6
- 1987 : Présentation d'un espace de recueillement à la Galerie Mainetti à Bâle (Suisse)
- 2013 : Exposition « Bang ! » au Frost Art Museum of Miami
- 2013 : Les Vaches sacrées pour le « Relais de la Poste » à Magescq